# انتشارات ناکسوس
انتشارات ناکسوس (Naxos) پر تیراژترین انتشارات در زمینه موسیقی کلاسیک است. ناکسوس زائیده تفکرات یک آلمانی عاشق موسیقی، بنام کلاوس هایمن (Klaus Heymann) می‌باشد که پایگاه فعالیت خود را در هنگ کنگ قرار داد.
از سال ۱۹۹۷ نام کمپانی نکسوس به عنوان یکی از بزرگترین منتشر کننده‌های کارهای موسیقی در جهان مطرح شد. رمز موفقیت نکسوس ارائه کارهای موسیقی با کیفیت خوب و ارزان قیمت می‌باشد. نکسوس بجای تکیه بر نام و شهرت نوازنده به اجرا و ضبط خوب می‌اندیشد.

## حضور هنرمندان ایرانی در ناکسوس
از میان هنرمندان ایرانی علی رهبری پیشتاز عناوین منتشر شده سی دی با این انتشارات است و او بیشتر از ۱۱۰ اثر با این انتشارات در بازار بین‌المللی موسیقی دارد. در کنار علی رهبری، رضا والی، بهزاد رنجبران، بهزاد عبدیو چند آهنگساز ایرانی دیگر نیز با این انتشارات آثاری را ارائه کرده‌اند.